# Leiva (Hiszpania)
Leiva – gmina w Hiszpanii, w prowincji La Rioja, w La Rioja, o powierzchni 12,71 km². W 2011 roku gmina liczyła 290 mieszkańców.